# Kodi Justice
Kodi Justice (Mesa, 3 aprile 1995) è un cestista statunitense.

## Palmarès
- Campionato croato: 1

Zara: 2020-2021
- Campionato polacco: 1

Śląsk Breslavia: 2021-2022
- Coppa di Croazia: 1

Zara: 2021
- Coppa di Romania: 1

CSO Voluntari: 2025